# بائع العرقسوس

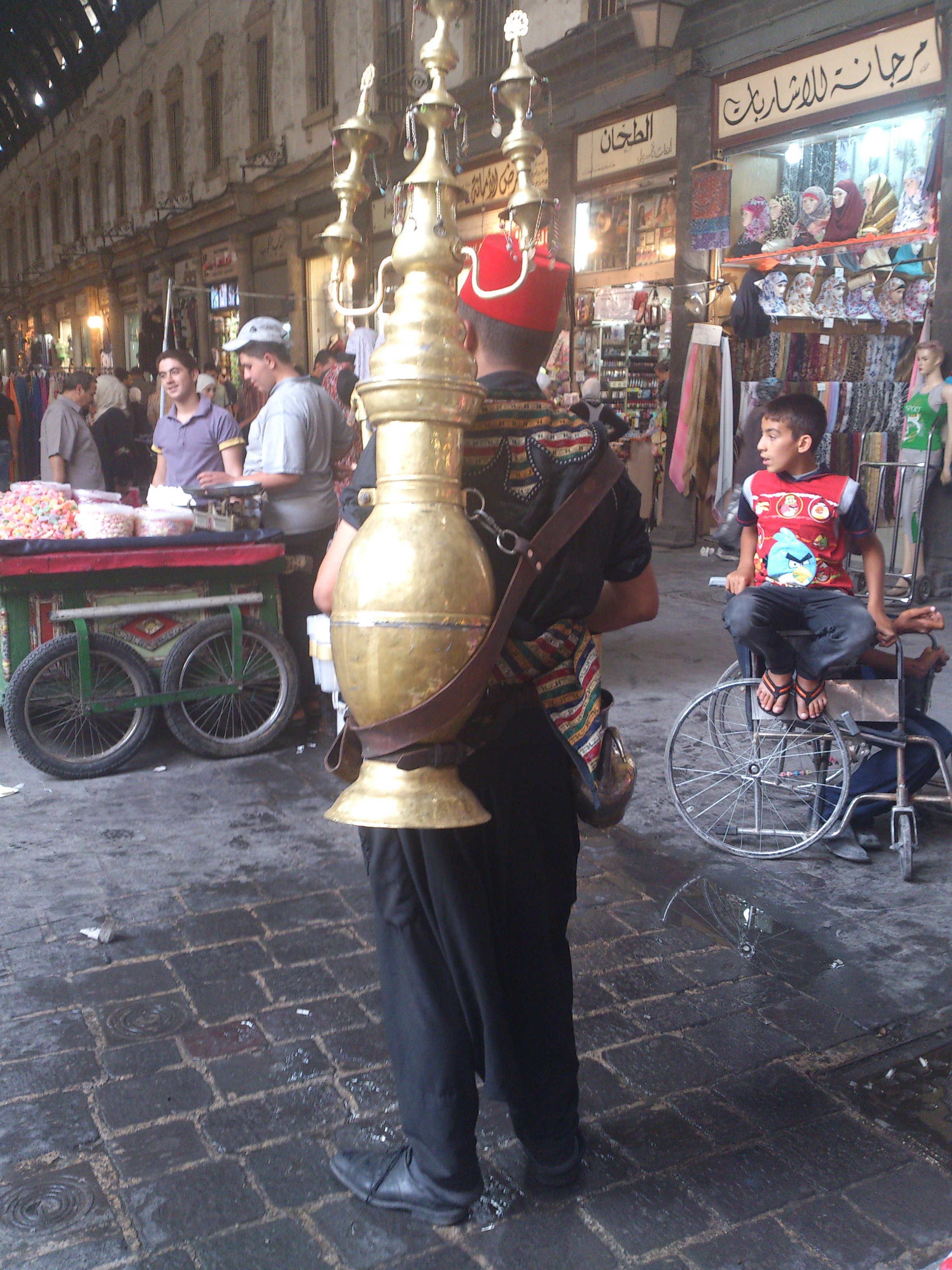
يحمل بائع العرقسوس وكذلك بائع التمر هندي إبريقاً نُحاسياً مميزاً، بواسطة حزام خاص، يتدلى منه إناء صغير للأكواب، بينما يمسك البائع بيده اليمنى صاجين من النحاس يصدران صوتا مميزا.

بائع العرقسوس مهنة موجودة في مصر بشكل مكثف بأدواته المميزة وهو الإبريق الزجاجي أو النحاسي كبير الحجم الذي صنع خصيصا ليحافظ على برودة العرقسوس طوال اليوم، ويحمله بواسطة حزام جلدي عريض يحيط بالخصر ويتدلى منه إناء صغير للأكواب، بينما يمسك بيده اليمنى صاجين من النحاس يصدران صوتا مميزا ويحمل في يده اليسرى إبريقا بلاستيكيا صغيرا مملوءا بالماء لغسل الأكواب التي استبدلت بالأكواب البلاستيكية، وقد يرتدي بائع العرقسوس طربوشا فوق رأسه للفت الأنظار إليه ودلالة على اعتنائه بنفسه.
شفا وخمير يا عرقسوس وبارد وخمير وتهنى يا عطشان.. هذه العبارات التي يغنيها بائع العرقسوس للإعلان عن شراب عرف منذ القدم بمذاقه الحلو، الذي يقبل عليه الكبار والصغار، خصوصا في شهر رمضان وفي فصل الصيف عندما تشتد حرارة الجو ويزداد احتياج الجسم للسوائل، وكثيرا ما يتناوله المسلمون بعد أذان المغرب، لا سيما في الأحياء الشعبية، لكنه يبقى شرابا يقبل عليه الفقراء والأغنياء.